# De la Motte (udde i Antarktis)
De la Motte är en udde i Antarktis. Den ligger i Östantarktis. Australien gör anspråk på området.
Terrängen inåt land är varierad. Havet är nära De la Motte åt nordost. De la Motte är den högsta punkten i trakten. Trakten är obefolkad. Det finns inga samhällen i närheten.